# Mięsień poprzeczny powierzchowny krocza

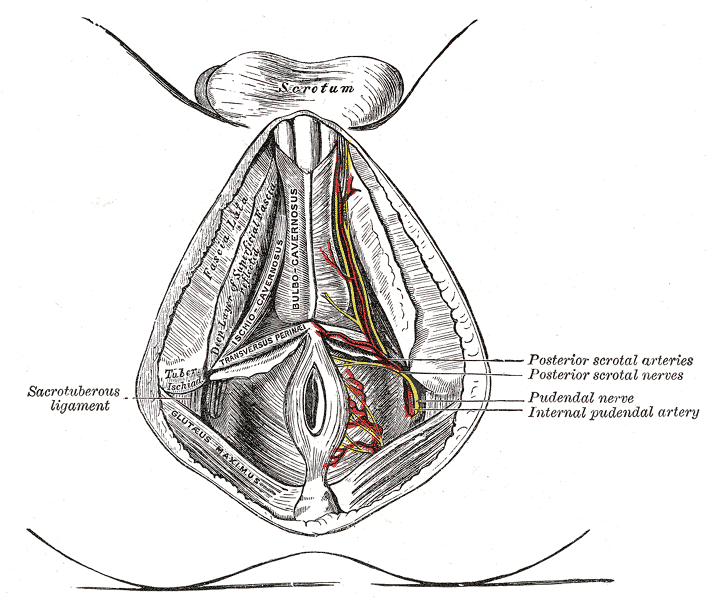
Mięśnie krocza u mężczyzny. Mięsień poprzeczny powierzchowny krocza widoczny w centralnej części ilustracji, podpisany transversus perinæi

Mięsień poprzeczny powierzchowny krocza (łac. musculus tranversus perinei superficialis, ang. superficial transverse perineal muscle) – w anatomii człowieka parzysty wąski mięsień położony pod tylnym brzegiem przegrody moczowo-płciowej. Mięsień cechuje się dużą zmiennością osobniczą. Często jest bardzo słabo rozwinięty, może nawet być nieobecny, szczególnie u kobiet. 
Rozpoczyna się na przedniej i przyśrodkowej części guza kulszowego, włókna kończą się w środku ścięgnistym krocza. W końcowym przebiegu włókna krzyżują się z włóknami przeciwległego mięśnia i innych mięśni tej okolicy. 
Funkcją mięśnia jest napinanie środka ścięgnistego. Jest unaczyniony u mężczyzn przez tętnicę opuszki prącia a u kobiet przez tętnicę opuszki przedsionka pochwy. Unerwiony przez nerwy krocza (gałęzie nerwu sromowego).